# Exèrcit britànic
L'Exèrcit Britànic és l'Exèrcit de terra de les Forces armades del Regne Unit. El seu origen es remunta a la unificació dels Regnes d'Anglaterra i Escòcia, per esdevenir el Regne de la Gran Bretanya en 1707. El nou Exèrcit britànic va incorporar regiments que ja existien tant a Anglaterra com a Escòcia i era administrat per l'Oficina de Guerra de Londres. Des de 1963, és dirigit pel Ministeri de Defensa.
Actualment està format per 109.740 soldats (amb 98.560 preparats), a més de 3.640 Gurkhes i 34.000 soldats de l'Exèrcit Territorial, donant uns 147.000 soldats en actiu a l'octubre de 2008. Els membres a temps complet són anomenats sovint com el Regular Army des de la creació el 1908 del Territorial Army, format per reservistes. L'Exèrcit britànic actualment està desplegat per diverses zones del món en conflicte, tant com a Cos Expedicionari o com a Forces en Tasques de Manteniment de la Pau de les Nacions Unides. Actualment està desplegat a Kosovo, Xipre, Alemanya, Iraq, Afganistan, i en altres llocs.
En contrast amb la Royal Navy, els Royal Marines i la Royal Air Force, l'Exèrcit no inclou la paraula "Royal" (Reial). En primer lloc això és degut al fet que històricament l'Exèrcit Britànic és l'Exèrcit del Parlament i no pas de la Corona. Això es confirmà mitjançant la Llei de Drets de 1689, demanant l'autoritat del Parlament permantenir un exèrcit en temps de pau. No obstant això, molts dels seus regiments i cossos constituents tenen noms reials i tenen membres de la Família Reial ocupant càrrecs superiors.
Si bé nominalment el cap de l'Exèrcit britànic és el superior, el seu cap professional és el Cap de l'Estat Major General, actualment Sir Peter Wall KCB CBE ADC Gen..

## Història

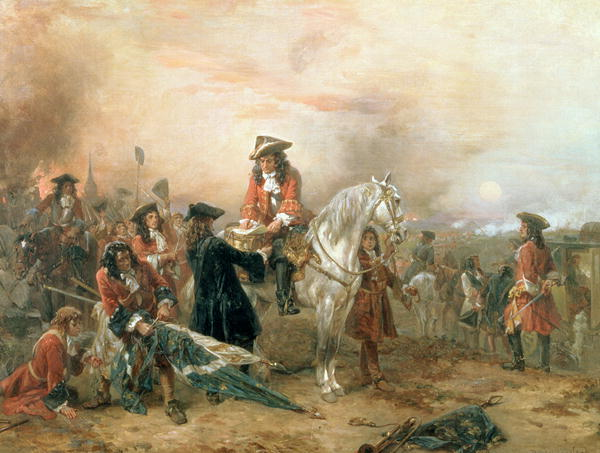
El Duc de Marlborough a la batalla de Blenheim.

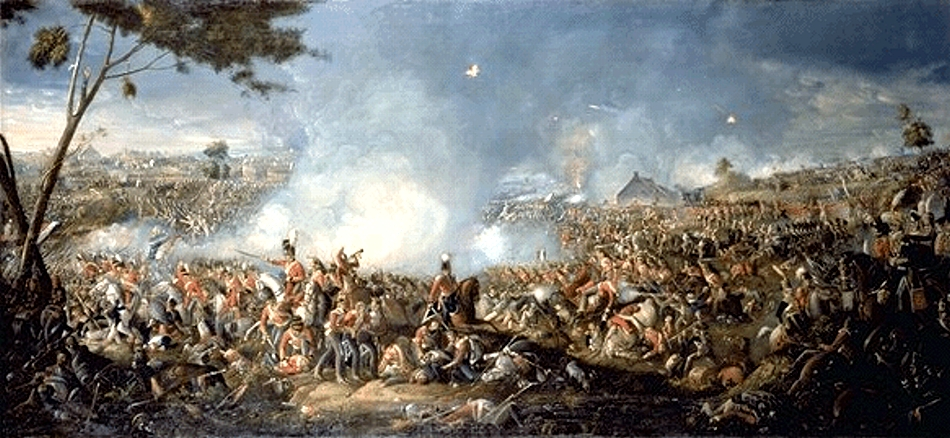
La batalla de Waterloo, una de les majors victòries de l'Exèrcit Britànic.

L'Exèrcit Britànic sorgí de la unió de l'exèrcit anglès i l'exèrcit escocès, després de la unificació dels parlaments d'ambdós països i la creació del Regne Unit de la Gran Bretanya el 1707. El nou exèrcit britànic incorporava regiments ja existents en ambdues nacions, i era dirigit des de Londres.
Des de 1763, el Regne Unit ha estat una de les potències militars i econòmiques del món. L'Imperi Britànic s'expandí en la seva època incorporant colonies, protectorats i dominis per Amèrica, Àsia, Àfrica i Australasia. Tot i que la Royal Navy és sovint vista com vital per a la puixança de l'Imperi Britànic i pel domini britànic al món, l'Exèrcit britànic exercí un important paper en la colonització dels territoris. Les tasques habituals per a l'exèrcit incloïen les guarnicions a les colònies, la captura dels territoris estratègicament importants i la participació en accions de pacificació de les fronteres colonials, proveir de suport als governs aliats, la supressió dels rivals de la Gran Bretanya, i permetre que l'Imperi Britànic s'estengués per tot el globus. L'Exèrcit també participà en nombroses guerres per paciricar les fronteres o per promoure governs amics, així com per mantenir a d'altres imperies allunyats de les fronteres de l'Imperi Britànic. Entre aquestes accions trobem la Guerra dels Set Anys, la Guerra d'Independència dels Estats Units, les Guerres Napoleòniques, la Primera i la Segona Guerra de l'Opi, la Rebel·lió Boxer, les Guerres de Nova Zelanda, la Rebel·lió Índia de 1857, la Primera i la Segona Guerres Bòer, els atacs fenians, la Guerra Angloirlandesa, així com diverses intervencions a l'Afganistan (per mantenir un espai de seguretat entre l'Índia britànica i l'Imperi Rus) i la Guerra de Crimea.
Com el seu predecessor, l'Exèrcit Anglès, l'Exèrcit Britànic ha lluitat contra Espanya, França i els Països Baixos per la supremacia a Amèrica del Nord i les Índies Occidentals. Amb ajut nadiu i provincial, l'Exèrcit conquerí Nova França a la Guerra dels Set Anys, suprimint posteriorment un alçament indi a la Guerra de Pontiac. Posteriorment, seria derrotat a la Guerra d'Independència dels Estats Units, perdent les Tretze Colònies, però mantenint el Canadà.
L'Exèrcit Britànic va participar enormement a les Guerres Napoleòniques, lluitant a la península Ibèrica, a través d'Europa i el nord d'Àfrica. La guerra entre els britànics i el Primer Imperi Francès s'estengué per tot el món; fins que els britànics assoliren una de les seves majors victòries militars en la batalla de Waterloo.
A l'època d'Oliver Cromwell, l'Exèrcit Anglès havia participat de manera activa en la conquesta i la colonització d'Irlanda des de la dècada de 1650. La campanya de Cromwell va caracteritzar-se per l'amenaça de les ciutats irlandess (principalment Drogheda), que havia donat suport als Reialistes durant la Guerra Civil Anglesa. Així, l'Exèrcit quedà contínuament involucrat a Irlanda des de llavors, inicialment suprimint nombroses revoltes irlandeses i campanyes per l'autodeterminació. Va haver de combatre contra els colons angloirlandesos i escocesos de l'Ulster a Irlanda, els quals havien format el seu exèrcit i amenaçaven en emular als colonialistes americans principalment si les seves condicions (principalment relatives a les lleis del país i a la llibertat de comerç) no eren ateses. Així doncs, l'Exèrcit Britànic es trobà lluitant amb els rebels irlandesos, catòlics i protestants, inicialment a l'Ulster i a Leinster durant la rebel·lió de 1798.
Després de l'ascensió al tron de Guillem i Maria, Anglaterra es veié inmersa en la Guerra de la Gran Aliança, inicialment per prevenir una invasió francesa per restaurar al tron al pare de Maria, Jaume II. Després de la unió d'Anglaterra i Escòcia el 1707, i amb la creació el 1801 del Regne Unit de Gran Bretanya i Irlanda, la política estrangera britànica al continent va basar-se a evitar l'expansió dels seus competidors, com França, Espanya o Rússia, combatent per tant a la Guerra de Successió Espanyola, les Guerres Napoleòniques o la Guerra de Crimea.
Les cada vegada majors exigències de l'expansió imperial van portar a les Reformes Cardwell i Childers a finals del segle xix, que van donar a l'exèrcit britànic la seva composició moderna, redefinint el seu sistema de regiments. Les reformes Haldane de 1907 va crear de manera formal la Força Territorial com a component voluntari de reserva de l'Exèrcit.

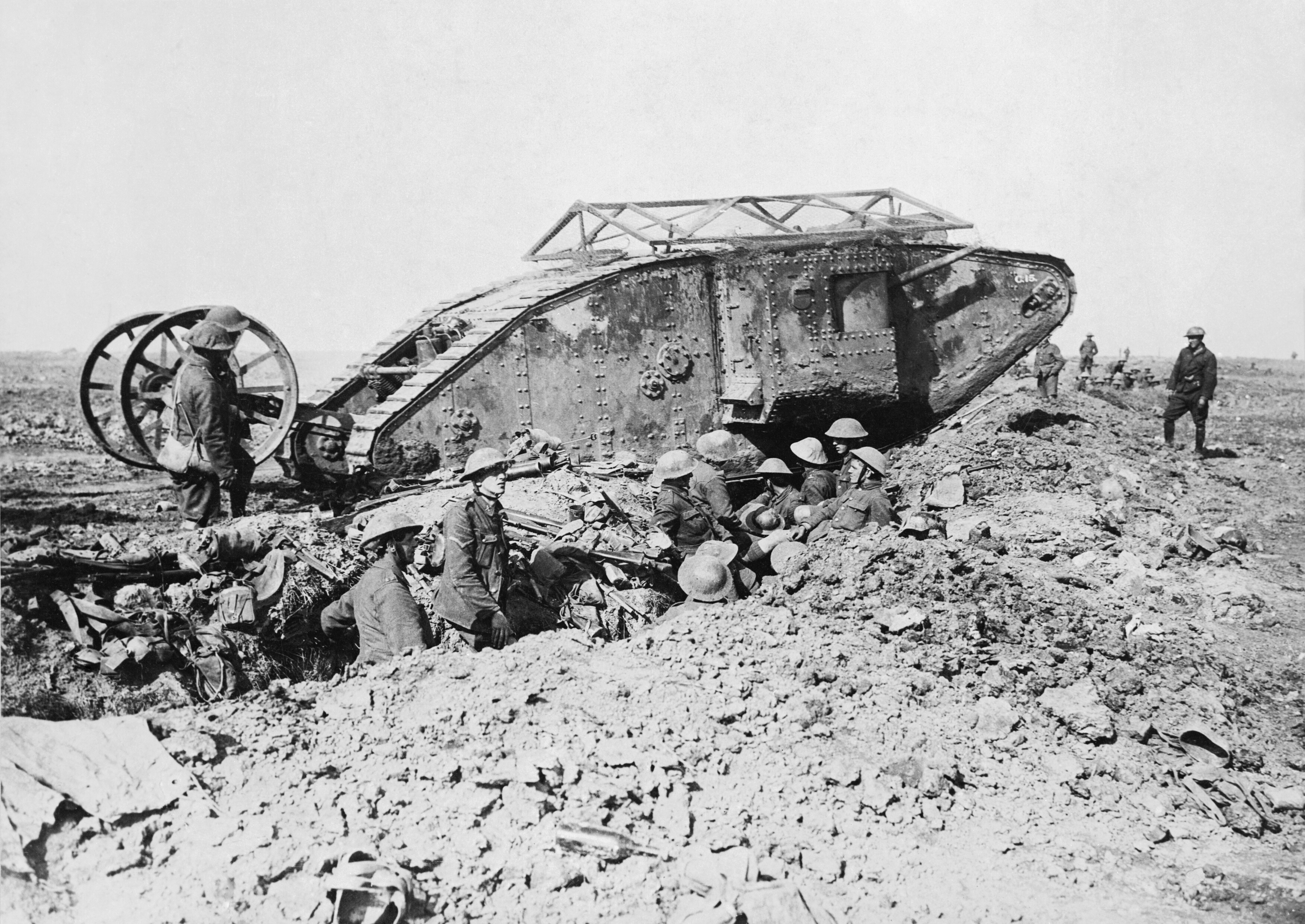
Tanc Mark I durant la I Guerra Mundial

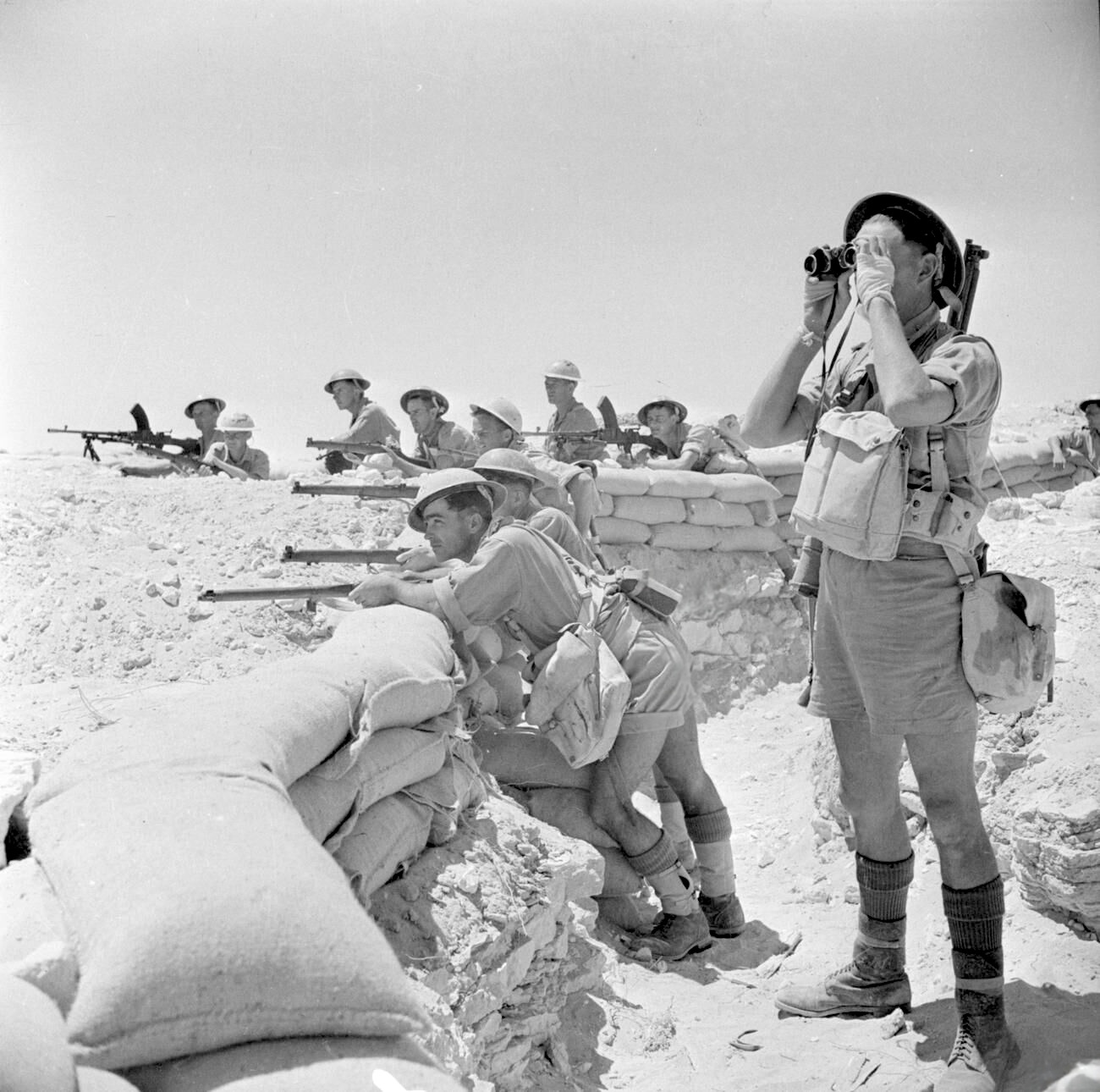
Batalla d'El Alamein.

El domini britànic arreu del món va ser desafiat per nombroses potències alienes, notablement l'Imperi Alemany. El Regne Unit estava aliat amb França (mitjançant l'Entente Cordiale) i Rússia, i quan el 1914 esclatà la Primera Guerra Mundial, l'Exèrcit Britànic envià el Cos Expedicionari Britànic (BEF, per British Expeditionary Force) a França i Bèlgica per evitar que Alemanya ocupés aquests països. La Gran Guerra pot ser la més devastadora de la història militar britànica, amb 800.000 morts i uns 2 milions de ferits. En la part inicial de la guerra, el component professional de la BEF va ser anihilat, i el substituí un cos voluntari i, posteriorment, reclutat. Els avenços tecnològics comportaren l'aparició del tanc i la consegüent creació del Regiment Reial de Tancs, i els avenços en l'aeronàutica comportaren la creació del Royal Flying Corps, que esdevindria decisiu en les futures batalles. La guerra de trinxeres dominà l'estratègia al Front Occidental, i l'ús dels gasos verinosos s'afegí a la devastació.
El 1939 esclatà la Segona Guerra Mundial amb la invasió alemanya de Polònia. Els compromisos de Gran Bretanya cap a Polònia la portaren a la declaració de guerra contra Alemanya. De nou, un Cos Expedicionari Britànic va ser enviat a França, per ser evacuat quan Alemanya envaí França i els Països Baixos el 1940. Només l'Evacuació de Dunkerque va fer possible evitar que tot el Cos Expedicionari no fos capturat. Poc després, això no obstant, els britànics assolirien grans èxits derrotant els italians i els alemanys a El Alamein, i als desembarcaments de Normandia el 1944, juntament amb els exèrcits dels Estats Units, Canadà, Austràlia i Nova Zelanda. Contràriament a la creença popular (influenciada per Hol·lywood), més de la meitat dels soldats participants en el Dia-D eren britànics. A l'Extrem Orient, l'Exèrcit Britànic lluità contra els japonesos a Birmània. Durant la II Guerra Mundial l'Exèrcit Britànic desenvolupà les unitats de Comandos, incloent-hi el Regiment Paracaigudista i el Special Air Service. Durant la guerra l'Exèrcit britànic va ser una de les majors forces combatents participants en el bàndol dels Aliats.
Després del final de la II Guerra Mundial, l'Exèrcit Britànic va ser significativament reduït de mides, si bé el Servei Nacional seguí fins al 1960. Aquest període també va veure el procés de Descolonització, que s'inicià amb el final del Raj britànic i prosseguí amb la independència de la resta de colònies d'Àsia i Àfrica. Com que la mida de l'Exèrcit s'havia reduït, així també passà amb la seva participació en els afers mundials, encara que ha seguit participant en diversos, com la Guerra de Corea el 1950 i la Crisi de Suez el 1956. A més, quedava un gran desplegament de tropes britàniques a l'Alemanya Occidental, davant de l'amenaça d'una invasió soviètica. La Guerra Freda també comportà significatius avenços tecnològics en la guerra, i l'Exèrcit veié com sistemes armamentistes de tecnologia avançada entraven en servei.

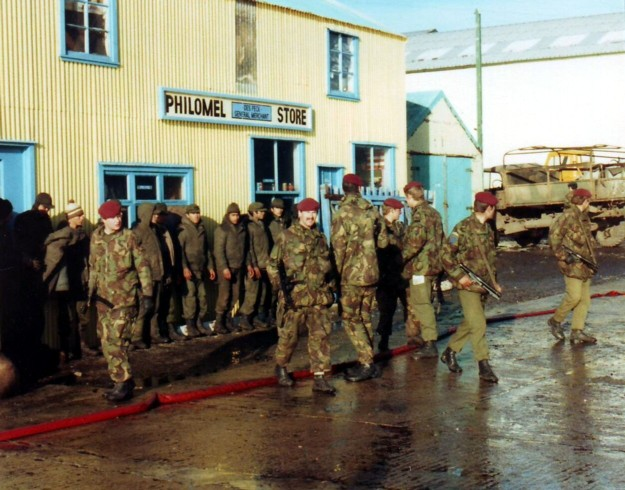
Soldats britànics vigilen presoners de guerra Argentins durant la Guerra de les Malvines.

Malgrat el declivi de l'Imperi Britànic, l'Exèrcit Britànic encara segueix desplegat arreu del món, lluitant guerres colonials a Aden, Xipre, Kenya i Malàisia. El 1982, l'Exèrcit Britànic, juntament amb els Marines Reials va reconquerir les illes Maldines durant la Guerra de les Malvines contra l'Argentina.
Durant les 3 dècades posteriors a 1969, l'Exèrcit va estar desplegat a Irlanda del Nord per ajudar la Policia Reial de l'Ulster al seu conflicte contra els grups paramilitars lleialistes i republicans, en l'anomenada Operació Senyera (Operation Banner). Es creà el Regiment de Defensa de l'Ulster, que després esdevindria el Reial Regiment Irlandès el 1992. Més de 700 soldats van morir durant els enfrontaments. Després que IRA anunciés l'alto el foc entre 1994 i 1996 i des de 1997, la desmilitarització ha tingut lloc com a part del procés de pau, reduint la presència militar de 30.000 a 5.000 soldats. El 25 de juny del 2007, el 2n Batalló del Regiment Reial Princesa de Gal·les abandonà les seves casernes a Bessbrook Mill, Armagh, com a part del programa de normalització a la Irlanda del Nord en resposta a la declaració de l'IRA del final de les seves activitats.

## Conflictes recents i actuals

### Guerra del Golf Pèrsic
El final de la Guerra Freda portà una retallada del 40% de personal, com es recomanava a l'informe Opcions pel Canvi. Malgrat això, l'Exèrcit s'ha desplegat en un paper cada cop més global. El 1991, el Regne Unit va ser el segon màxim contribuent en la coalició que lluità contra l'Iraq a la Guerra del Golf. El país subministrà uns 50.000 soldats i va ser el país encarregat de controlar Kuwait després que aquest fos alliberat.

### Guerres de Iugoslàvia
L'Exèrcit Britànic va ser desplegat a Iugoslàvia el 1992. Inicialment formava part de la Força de Protecció de les Nacions Unides. El 1995 el comandament passà al IFOR i després al SFOR. Actualment les tropes estan sota el comandament del EUFOR. S'han enviat uns 10.000 soldats britànics. El 1999, les tropes britàniques, sota el comandament del SFOR van ser enviades a Kosovo, mentre que allà tenia lloc el conflicte. Posteriorment el comandament va ser traspassat al KFOR.

### Afganistan

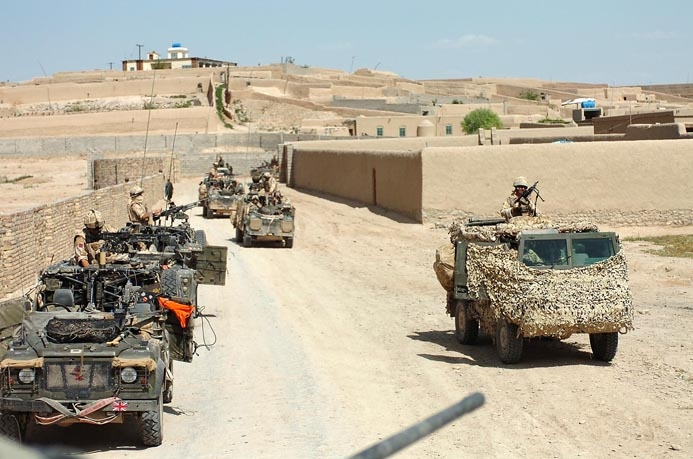
Soldats britànics a l'Afganistan

El 2001, el Regne Unit, formant part amb els Estats Units de l'Operació Llibertat Duradora, envaí l'Afganistan per enderrocar el règim dels Talibans. El Regiment de Senyals de la 3a Divisió va ser desplegat a Kabul per assistir a l'alliberament de la capital. La 3a Brigada de Comando dels Marines Reials (encara que part de la Royal Navy, incloïen diverses unitats de l'Exèrcit) van ser enviats a les muntanyes afganes. Actualment l'exèrcit britànic està concentrat en lluitar amb els talibans i assegurar la província de Helmand sota control de l'OTAN. Aproximadament uns 8.100 soldats britànics es troben actualment destinats a l'Afganistan, sent el segon major contingent allà desplegat després del nord-americà.

### Guerra d'Iraq

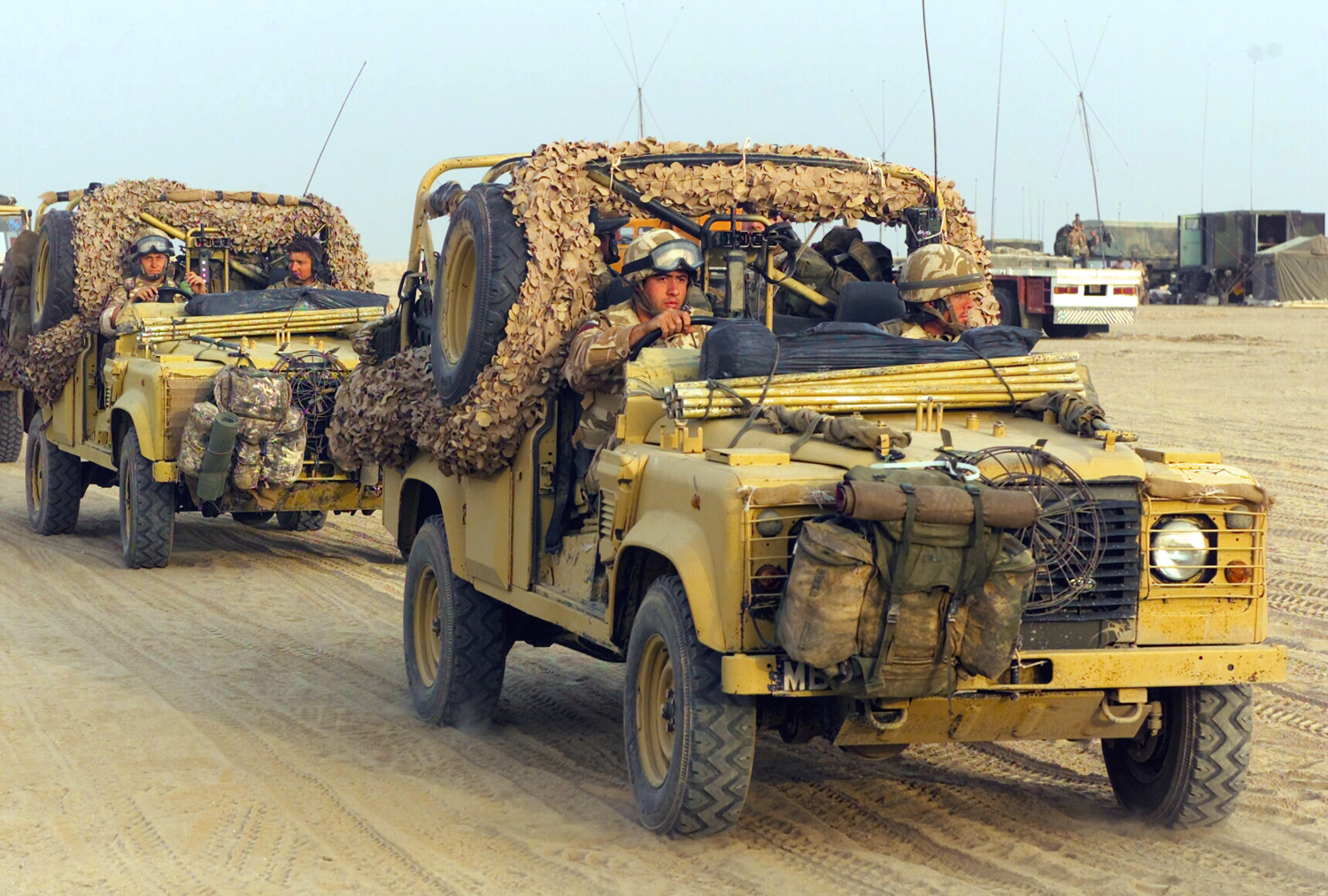
Soldats britànics a la Invasió de l'Iraq de 2003.

A 2003, el Regne Unit va ser el major contribuent a la invasió nord-americana de l'Iraq. Tot i que l'opinió pública es manifestà obertament en contra, la Cambra dels Comuns del Regne Unit votà per participar en el conflicte, enviant 46.000 membres de l'exèrcit a la regió, sent la segona major força allà desplegada, després dels Estats Units. L'Exèrcit Britànic controla les regions meridionals de l'Iraq, i es manté present a la ciutat de Basora. Encara que l'exèrcit britànic no està en estat de guerra, hi ha un conflicte continuat amb els grups militants actius al país. Actualment, l'exèrcit britànic es dedica a tasques de manteniment de la pau.

### Irlanda del Nord
L'exèrcit britànic es desplegà a Irlanda del Nord a l'inici de la revolta catòlica a Derry i Belfast, així com per evitar els atacs dels Lleialistes protestants contra les comunitats catòliques, en l'anomenada Operació Banner entre 1969 i el 2007, en suport del Royal Ulster Constabulary (RUC) i del seu successor, el Cos de Policia d'Irlanda del Nord (Police Service of Northern Ireland - PSNI). Des dels Acords del Divendres Sant del 1998, el nombre de tropes desplegades a la regió va disminuir. El 2005, després que l'Exèrcit Republicà Irlandès Provisional anunciés el final del conflicte armat a Irlanda del Nord, l'exèrcit britànic anuncià que desmantellaria posicions i retiraria moltes tropes, deixant tropes només a nivell de guarnicions de temps de pau. L'operació finalitzà el 31 de juliol del 2007, convertint-se en el desplegament britànic més llarg de tota la història britànica, estenent-se durant 38 anys. Un document intern de l'exèrcit publicat el 2007 exposà l'opinió d'un expert en què si bé l'exèrcit britànic havia fracassat en la missió de derrotar l'IRA, això era impossible sense l'ús de la violència.
L'Operació Helvetic substituí l'Operació Banner el 2007, mantenint els homes en servei en una missió molt més benigna.

## Tommy Atkins i d'altres malnoms

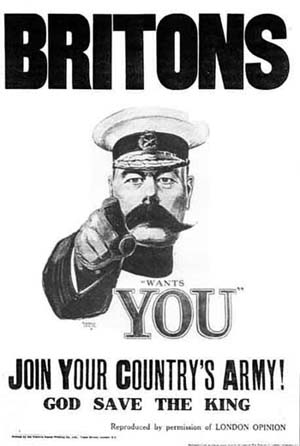
El molt imitat cartell de 1914 per reclutament "Lord Kitchener Et Vol".

Un malnom de llarga tradició per al soldat britànic és el de "Tommy Atkins" o "Tommy", en la versió abreujada. El seu origen és fosc, i probablement deriva d'un formulari que corria per l'exèrcit, distribuït per l'Ajudant General Sir Harry Calvert a totes les unitats el 1815, on els blancs s'havien omplert amb les dades d'un soldat anomenat Thomas Atkins, 6a Companyia, 23è Regiment a Peu. A ambdues guerres mundials, els soldats alemanys es referien als britànics com a Tommys. Actualment, se'ls anomena Toms o Tom. Fora de servei, se'ls coneix com a Squaddies pels tabloïds britànics. La revista de l'exèrcit té una tira còmica, Tom, on representa la vida quotidiana d'un soldat britànic. Un altre sobrenom que s'aplica, però només als soldats dels regiments escocesos, és el de Jocks, derivat de què a Escòcia el nom John és sovint modificat per Jock en la llengua vernacla.
Els soldats gal·lesos són referits com a Taffy o simplement Taff. Això és més probable que s'apliqui només als de la vall de Taff-Ely, al sud de Gal·les, on una gran proporció d'homes que s'havien quedat a l'atur després del declivi de la indústria del carbó a la zona, es van allistar a l'exèrcit en totes dues guerres mundials. També pot ser una forma vernacla de Dave o Davey, car el sant patró de Gal·les és Sant David. Els soldats irlandesos són anomenats Paddys o Micks, dels temps en què molts reclutes irlandesos es deien Patrick o Michael.
Els oficials inferiors de l'exèrcit són habitualment coneguts pels "Ruperts" pels sotsoficials. Es creu que aquest malnom prové dels llibres infantils Rupert Bear, que encarna els valors tradicionals de l'escola pública.
El terme "Pongo", en el sentit on va l'exèrcit hi va el pongo, o "Perce" és sovint emprat pels mariners i pels marines per referir-se als soldats de l'exèrcit; i no és considerat de cortesia.

## L'Exèrcit avui

### Estadístiques

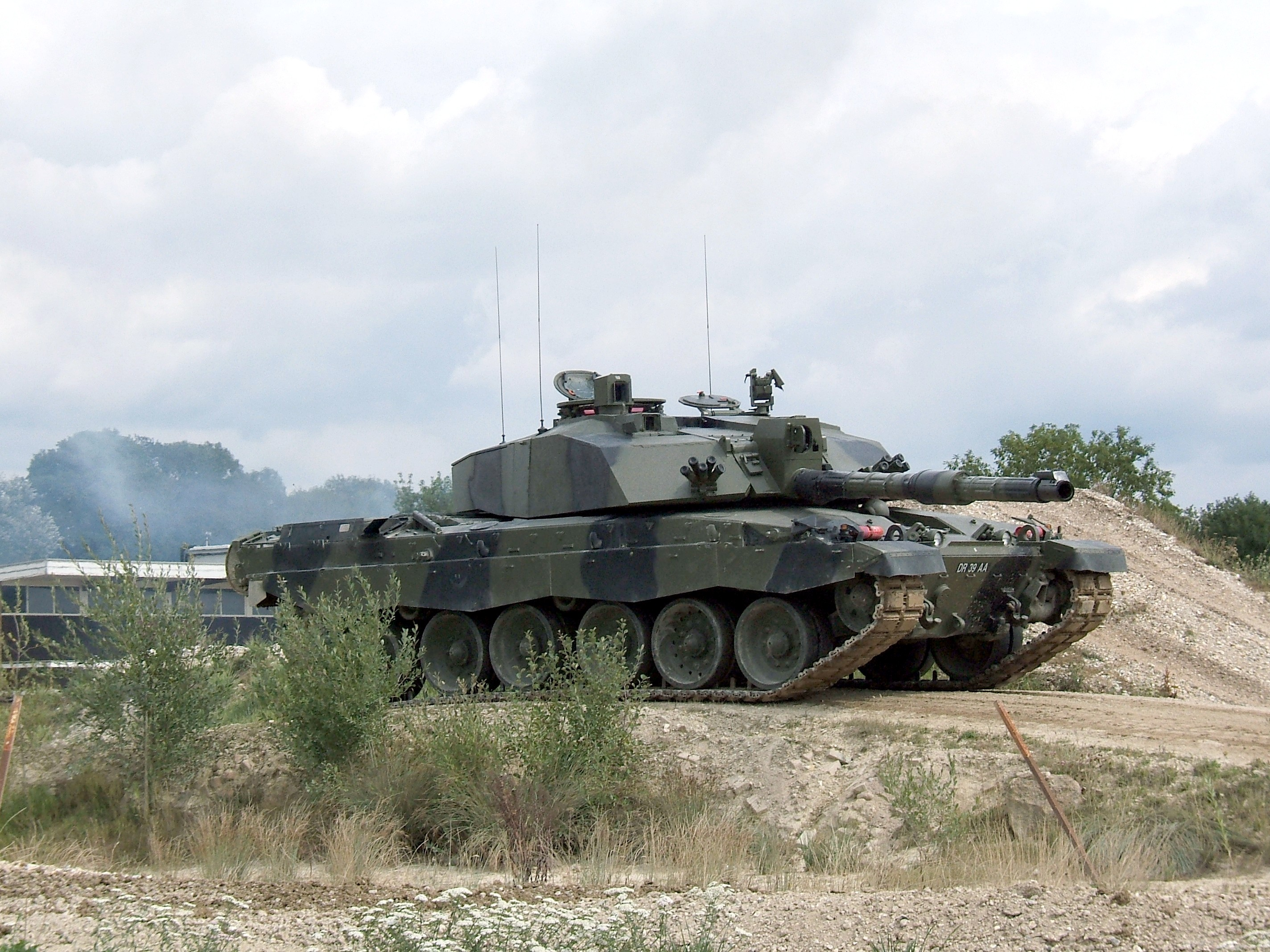
El Challenger 2, el principal tanc de batalla britànic.

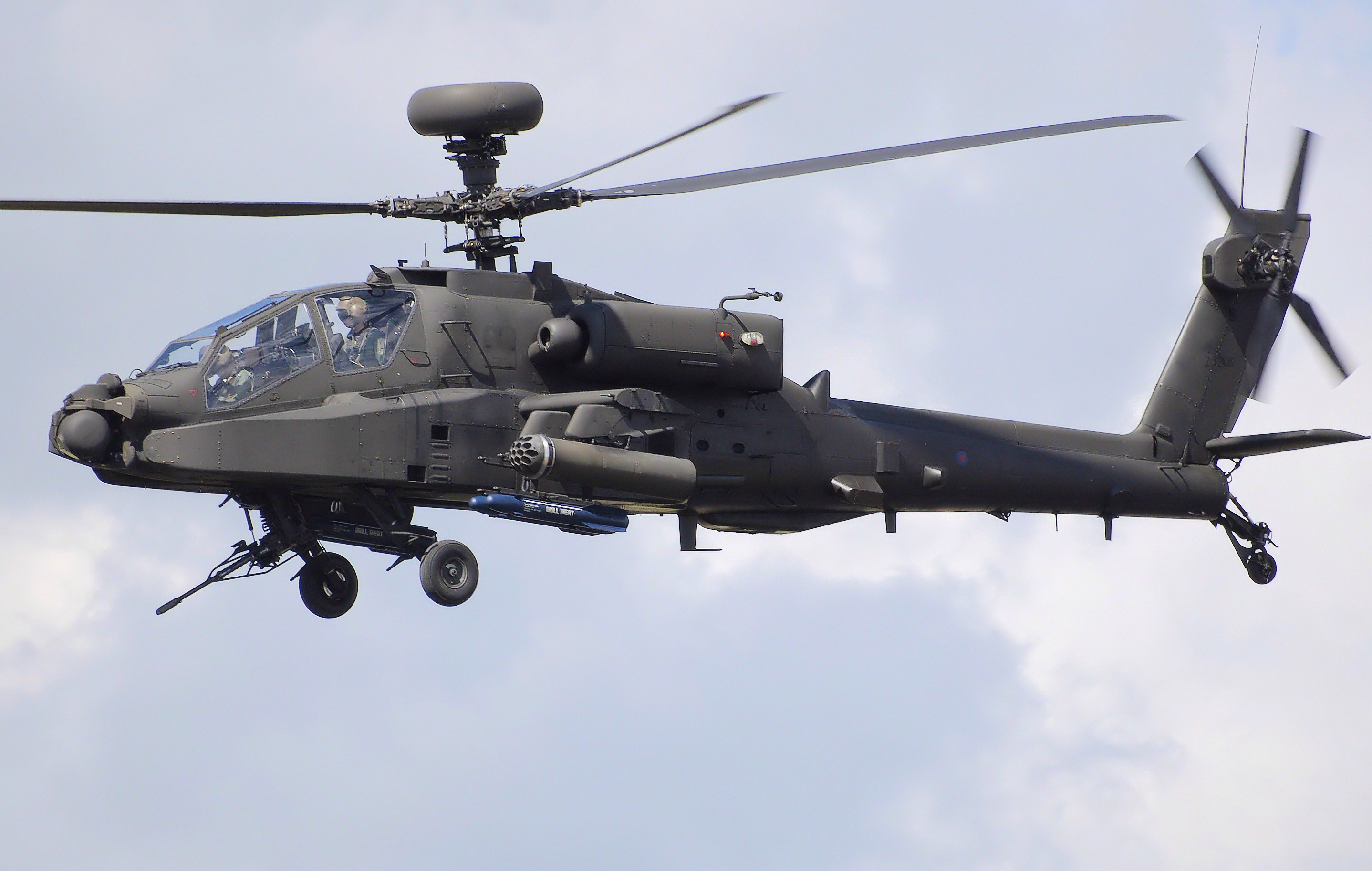
Westland WAH-64 Apache.

| Estadístiques de l'Exèrcit Britànic |                                    |
| Personal (Exèrcit Regular)          | 109.000                            |
| Personal (Exèrcit Territorial)      | 34.000                             |
| Tancs de batalla principals         | 446 Challenger 2                   |
| Tancs lleugers                      | 325 FV107 Scimitar                 |
| Vehicles de combat d'infanteria     | 789 FV510 Warrior. 305 Tempest MPV |
| APCs and CVR(T)s                    | 3.230–4.000+                       |
| Land Rovers                         | 15.000                             |
| Pinzgauer                           | 2.000                              |
| Vehicles Bedford Vehicles           | 2.300                              |
| Peces d'artilleria i morter         | 2.896                              |
| Defensa Aèria                       | 337                                |
| Avions                              | 300+                               |

### Desplegaments recents

#### Operacions d'alta intensitat
| País       | Dates | Desplegament  | Detalls |
| ---------- | ----- | ------------- | --- |
| Afganistan | 2001- | 8.030 soldats | Les tropes britàniques estan a l'Afganistan des de la invasió comandada pels Estats Units allà al 2001. Actualment, sota l'Operació Herrick, l'Exèrcit manté tropes a Kabul i una brigada en rotacions de 6 mesos a la província de Helmand, principalment amb seu a Camb Bastion i bases avançades. |
| Iraq       | 2003– | 4.000 soldats | Com a part de l'Operació Telic (la Segona Guerra del Golf), l'Exèrcit Britànic participà en la invasió de l'Iraq. Després de la decisió de mantenir les operacions de seguretat, els britànics comanden la Divisió Multinacional (Sud-est), amb una unitat de Quarter General, un Element de Suport Nacional i una brigada de combat que rota cada 6 mesos. (a mitjans del 2008, era la 7a Brigada Blindada, juntament amb tropes d'Itàlia, Noruega, Romania, Dinamarca, els Països Baixos, la República Txeca, Portugal i Lituània). Un gran nombre de soldats de l'Exèrcit Territorial han estat desplegats en una varietat de missions, tant en servei individual com en unitats formades. |
| Kosovo     | 2008  | 600 soldats   | Com a part del cos de manteniment de pau EULEX de la Unió Europea, el Regne Unit envià un grup de batalla, un batalló d'infanteria lleugera d'uns 600 soldats, per col·laborar a mantenir l'ordre. |

#### Operacions de baixa intensitat
| País                    | Dates     | Desplegament | Detalls |
| ----------------------- | --------- | --- | --- |
| Xipre                   | 1960–     | Dos batallons d'infanteria residents, els Royal Engineers, el 16è Cos Aeri de l'Exèrcit i una Unitat del Servei Conjunt de Senyals a Ayios Nikolaos. | El Regne Unit manté dues Bases Sobiranes a Xipre des de la independència de l'illa. Les bases serveixen com a bases d'avançada a l'Orient Mitjà. Les tropes britàniques estan també desplegades per separat amb les Forces de Manteniment de la Pau de les Nacions Unides a l'illa. Les instal·lacions principals estan a les casernes Alexander a Dhekelia i les casernes Salamanca a Episkopi. |
| Illes Malvines          | 1982–     | Una companyia d'infanteria i un esquadró d'enginyers.                                                                                                | Prèviament, una patrulla dels Royal Marines serví com a guarnició. Després de 1982 la guarnició va ser augmentada, i convertida en una base de la RAF a RAF Mount Pleasant a les Mavines Orientals. |
| Gibraltar               | 1704–1991 | Un batalló d'infanteria, Joint Provost i una unitat de seguretat com a part de les British Forces Gibraltar                                          | La guarnició de l'exèrcit està composta per un regiment local, el Royal Gibraltar Regiment, el qual ha estat l'establiment regular de l'exèrcit des que el darrer regiment britànic abandonà Gibraltar al 1991. |
| Resta de l'Orient Mitjà | 1990-     | 3.700 tropes | Des de la Guerra del Golf del 1991, el Regne Unit manté una considerable presència militar a l'Orient Mitjà. A part de les tropes destinades a l'Iraq, hi ha 3.500 soldats a l'Aràbia Saudi i a Camp Beuhring, Kuwait, així com habituals exercicis d'entrenament a Oman. |
| Sierra Leone            | 1999      | 1.000 soldats | L'Exèrcit Britànic va ser desplegat a Sierra Leone, anteriorment una colònia britànica, en l'Operació Palliser al 1999 per ajudar el govern a reduir els violents alçaments milicians, d'acord amb les resolucions de l'ONU. Les tropes dels Royal Marines segueixen a la regió per donar suport militar i entrenament al govern de Sierra Leone.                                                |

#### Destinacions permanents a ultramar
| País     | Dates | Desplegament | Detalls |
| -------- | ----- | --- | --- |
| Belize   | 1981– | Unitat d'Entrenament i Suport de l'Exèrcit Britànic a Belize i el 25è Cos Aeri de l'Exèrcit                                  | Les tropes britàniques han estat destinades a Belize des que el país va independitzar-se del Regne Unit al 1981. Des de 1994, el veí de Belize, Guatemala, ha reclamat el territori i hi ha hagut nombroses disputes fronterers. A petició del govern de Belize, les tropes britàniques van continuar al país després de la independència per proveir d'una força defensiva. |
| Brunei   | 1962– | Un batalló dels Fusellers Reials Gurkha, una guarnició britànica, l'equip d'entrenament Brueni i el 7è Cos Aeri de l'Exèrcit | Des de la Revolta de Brunei al 1962 hi ha hagut un batalló Gurkha al país a petició del Sultà Omar Ali Saifuddin III. L'equip d'entrenament Brunei (TTB) és l'escola de guerra a la jungla de l'exèrcit, i les tropes de guarnició donen suport al batalló. El 7è Cos Aeri ofereix helicòpters de suport tant als Gurkha com al TTB.                                         |
| Canadà   | 1972– | Unitat d'Entrenament de l'Exèrcit Britànic Suffield i el 29è (BATUS) Cos Aeri de Caces de l'Exèrcit                          | Un centre d'entrenament a Alberta que usen els exèrcits britànic i canadenc. Principalment s'usa per a grans maniobres anuals de blindats amb suport d'helicòpters. |
| Alemanya | 1945– | 1a Divisió Blindada com a part de les Forces Britàniques Alemanya i el 12è Cos Aeri de l'Exèrcit                             | Les tropes britàniques segueixen a Alemanya des del final de la Segona Guerra Mundial. El gruix de les tropes ha minvat molt des del final de la Guerra Freda, però les tropes segueixen a Alemanya per la mancança d'instal·lacions al Regne Unit. |
| Kenya    |       | Unitat d'entrenament de l'Exèrcit Britànic Kenya                                                                             | L'Exèrcit té un centre d'entrenament a Kenya, que té instal·lacions d'entrenament per a 3 batallons d'infanteria per any. |

## Equipament

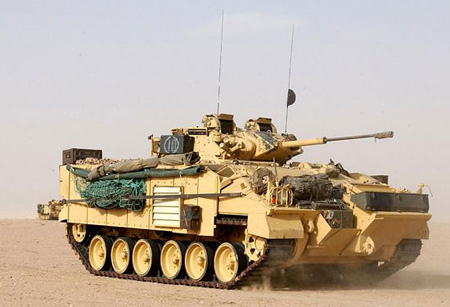
L'FV510 Warrior és el vehicle de combat d'infanteria de l'exèrcit britànic.

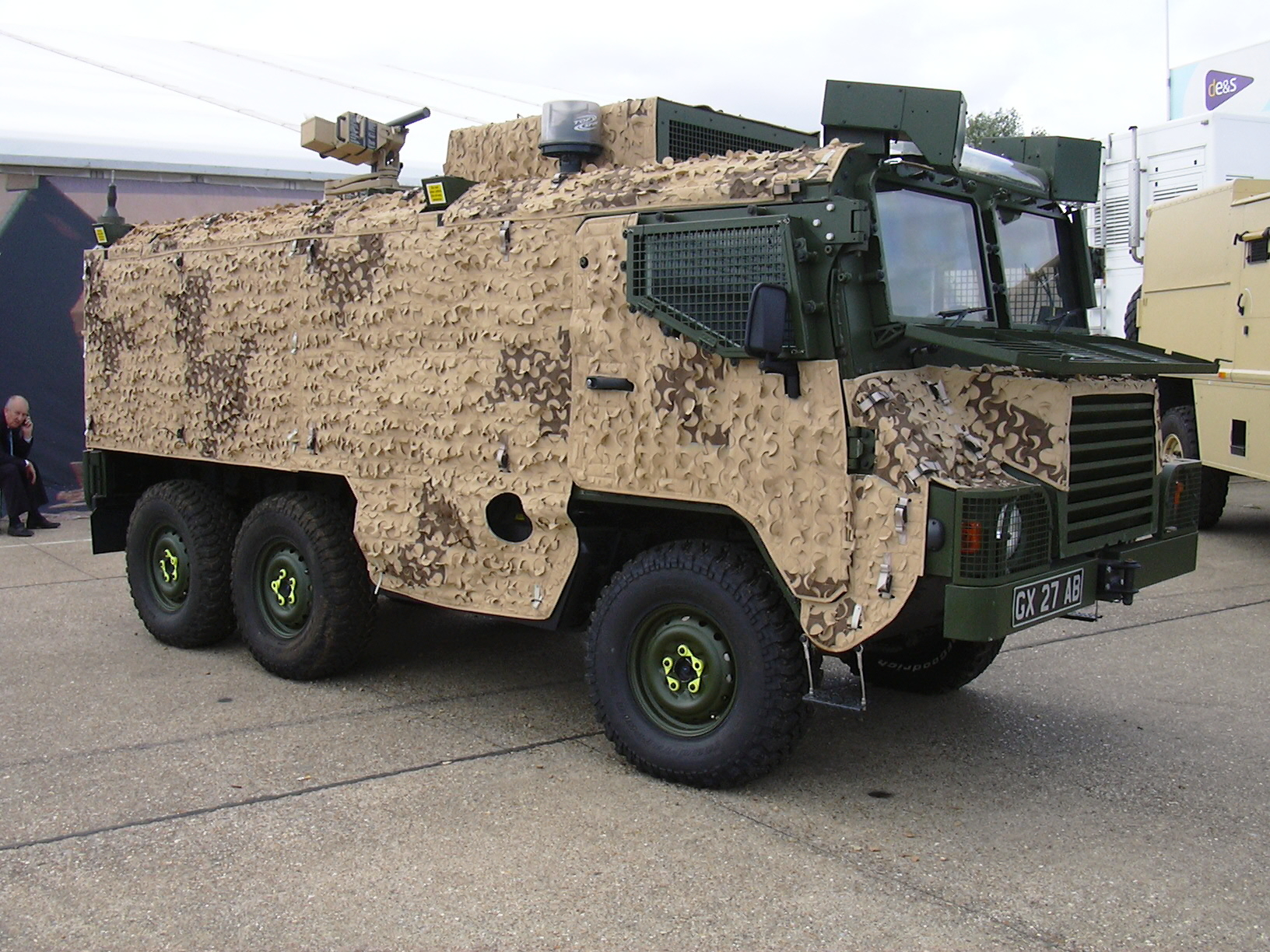
Un Pinzgauer Vector, que juntament amb el Panther CLV està substituint el Land Rover del servei al front

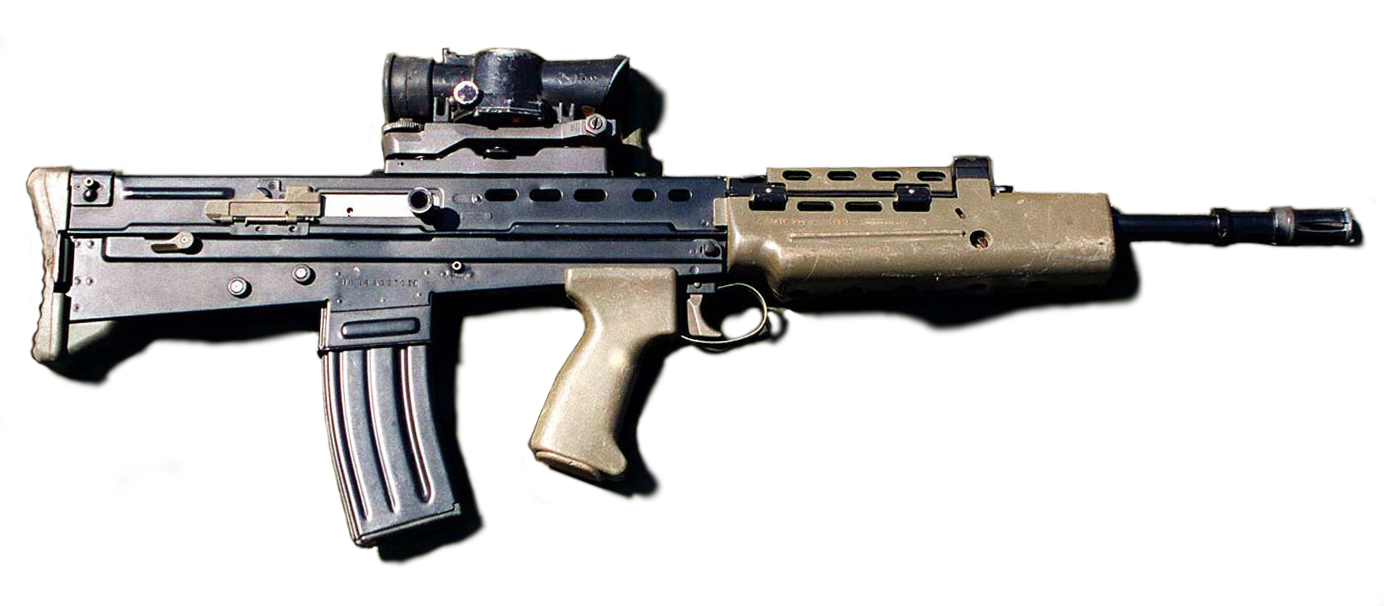
Fusell L85A1.

L'armament bàsic d'infanteria de l'exèrcit britànic és la família de fusells d'assalt SA80, amb diverses variacions com el L86A2 LSW, i la variació curta, lliurada a les tropes de blindats. No hi ha cap arma de costat estàndard lliurada als soldats d'infanteria; en canvi, als oficials i frantiradors se'ls dona, normalment la Browning L9A1, la Sig Sauer P226 o la Colt 1911. El foc de suport prové de la metralladora lleugera FN Minimi i la L7 GPMG; el foc indirecte prové dels morters de 51 i 81 mm, així com el UGL, muntat sobre el fusell SA80. Entre els fusells dels franctiradors estan el L96A1 7,62 mm, el L115A1 i el AW50F, a més del L82A1.
El tanc principal de l'exèrcit britànic és el Challenger 2. Els tancs solen anar acompanyats pels vehicles de combat d'infanteria que transporten els soldats, en aquest cas l'FV510 Warrior o alguna de les seves variants com el Saxon APC. També és comú l'ús dels vehicles lleugers com el Land Rover Wolf o el Land Rover Defender.
L'exèrcit usa 3 sistemes principals d'artilleria: el MLRS, el AS90 i el L118. El MLRS (Multi Launch Rocket System - Sistema Múltiple de Llançament de Coets) va ser usat operativament per primera vegada a l'Operació Granby i té un abast de 70 km. L'AS-90 és un canó autopropulsat de 155 mm. El canó lleuger L118 és un canó de 105 mm, usat principalment pel suport de la 16a Brigada d'Assalt Aeri, la 19 Brigada Lleugera i la 3a Brigada Commando (Marines Reials).
El Sistema FSC de Míssils Rapier és el principal sistema de defensa aèria de l'exèrcit al camp de batalla, àmpliament desplegat des de la Guerra de les Malvines; i el Starstreak HVM és un míssil terra-aire, llançat tant per un únic soldat com des d'un llançador muntat en un vehicle. Té un paper semblant al FIM-92 Stinger americà.
El Cos Aeri de l'Exèrcit (Army Air Corps - AAC) ofereix suport directe de l'aviació a l'exèrcit; si bé aquest paper també el compleix la RAF. L'helicòpter principal d'atac és el Westland WAH-64 Apache, una versió modificada de l'AH-64 Apache que substituirà al Westland Lynx AH7 com a arma antitancs. El compleix diversos papers, incloent-hi el transport tàctic, l'escorta armada, el reconeixement i l'evacuació. També s'usa en un paper antiblindats; pot carregar 8 míssils antitanc TOW.
El Bell 212 està destinat com a transport, amb una tripulació de 2 homes i una capacitat de transport de 12 soldats.
L'helicòpter Westland Gazelle és un helicòpter lleuger, principalment usat per exploració del camp de batalla i control d'aviació i artilleria.
| Armes de foc             |
| ------------------------ |
| L85A2 5.56 mm IW         |
| L119A1 5,56mm SFW        |
| L1A1 12,7mm Browning HMG |
| L86A2 5,56 mm LSW        |
| L110A1 5,56 mm LMG       |
| L9A1 Browning            |
| L7A2 7,62 mm GPMG        |
| L96A1 7,62 mm            |
| L115A1 8,6 mm LRR        |

| Vehicles Blindats de Combat (AFV) |
| --------------------------------- |
| FV4043 Challenger 2 MBT           |
| FV510 Warrior                     |
| FV102 Striker                     |
| FV103 Spartan                     |
| FV107 Scimitar                    |
| FV105 Sultan                      |
| FV4333 Stormer                    |
| FV432 'Bulldog' APC               |

| Vehicles Lleugers de Combat        |
| ---------------------------------- |
| Supacat 'Jackal' MWMIK             |
| Iveco 'Panther' CLV                |
| Land Rover 'Wolf' WMIK             |
| Quad Yamaha 'Grizzly'              |
| Motocicleta Harley Davidson MT350E |

| Artilleria i Sistemes de Defensa Aèria   |
| ---------------------------------------- |
| AS-90 155 mm SPG                         |
| Javelin ATGM                             |
| MLRS                                     |
| Canó Lleuger L118                        |
| Sistema de Míssils Rapier FSC            |
| Starstreak HVM                           |
|                                          |
| Radar de Localització d'Artilleria Cobra |

| Aeronaus                   |
| -------------------------- |
| Apache AH.Mk.1             |
| Gazelle AH.Mk.1            |
| Lynx AH.Mk.7 & AH.Mk.9     |
| Bell 212                   |
| Britten-Norman Islander    |
| Eurocopter AS 365N Dauphin |

| Vehicles de Logística i Patrulla |
| -------------------------------- |
| DROPS                            |
| Land Rover (TUL/TUM)             |
| Ridgeback MPV(Cougar H)          |
| Mastiff PPV(Cougar EH)           |
| MAN AG SX/HX series              |
| Supacat ATMP                     |

| Sistemes d'informació i comunicació |
| ----------------------------------- |
| MSTAR                               |
| Bowman                              |
| Skynet 5                            |
| MQ-9 Reaper                         |
| Watchkeeper WK450                   |
| Desert Hawk                         |

| Llanxes d'Assault           |
| --------------------------- |
| RCL Logistics Landing Craft |
| 'Rigid Raider' Assault Boat |

## Formació i estructura
L'estructura de l'exèrcit és complexa, donats els diferents orígens de diversos de les seves parts constituents. A grans trets, pot dividir-se en l'Exèrcit Regular, unitats i soldats a temps complet, i l'Exèrcit Territorial, en què només és a temps parcial. En termes d'estructura militar, té dues organitzacions paral·leles: una administrativa i una operativa.

### Administrativa
- Divisions administrant totes les unitats militars, tant en l'Exèrcit Regular com en el Territorial, normalment subscrits a una zona geogràfica (per exemple, la 5a Divisió, estacionada a Shrewsbury).
  - Brigada en una capacitat no combativa (per exemple, la 43 Brigada (Wessex) estacionada a Bulford).

### Operativa
Els tres comandaments principals són el Comandament de Terra, l'Adjunt General del Quarter General i el Quarter General d'Irlanda del Nord.
Un Cos està compost per una o més Divisions, actualment difícil que es despleguin com una formació purament nacional, donades les mides de l'Exèrcit Britànic.
- Divisió, composta per dues o tres Brigades, amb un Quarter General i tropes de suport. Està comandada per un Major General.
  - Brigada, composta per entre 3 i 5 Batallons, amb elements de Quarter General i tropes de suport associades. Està comandada per un Brigadier.
    - Batalló, format per uns 700 soldats, compost per 5 companyies comandades per un tinent coronel, o
    - Grup de batalla, formada per unitats diverses de blindats, infanteria, artilleria, enginyers i unitats de suport. La seva estructura és una tasca específica. Està formada al voltant del nucli d'un regiment blindat o d'un batalló d'infanteria, i s'afegeixen o es retirés unitats segons la necessitat del moment. Un Grup de Batalla normalment està format per entre 600 i 700 soldats, a les ordres d'un tinent coronel.
      - Companyia, formada per uns 100 soldats, normalment dividits en 3 patrulles, comandada per un Major
        - Patrulla, formada per uns 30 soldats, comandada per un Tinent de 2a, un Tinent o, en patrulles d'especialistes (com les antitanc), per un capità.
          - Secció, d'uns 8 a 10 soldats, comandada per un Caporal.

Diversos elements de l'Exèrcit Britànic usen termes alternatius per Batalló, Companyia i Patrulla. Entre aquest estan el Royal Armoured Corps, el Corps of Royal Engineers, el Royal Logistics Corps i el Royal Corps of Signals, que usen els noms de Regiment (batalló), Esquadró (companyia) i Troop (patrulla). La 
 és l'única en usar el terme Regiment en lloc de Cos i Batalló; a més que també usen Bateria en lloc de Companyia i Troop en lloc de Patrulla.

### Divisions
Actualment, l'Exèrcit Britànic té 6 divisions, de les que dues (la 1a Divisió Blindada i la 3a Divisió d'Infanteria) estan desplegades.
| Escut                   | Nom                     | Quarter general              | Subunitats                                                                                          |
| ----------------------- | ----------------------- | ---------------------------- | --------------------------------------------------------------------------------------------------- |
|                         | 1a Divisió Blindada     | Herford, Alemanya            | Tres unitats blindades, 1 unitat de logística i un cos de desplegament ràpid de la República Txeca. |
| 2a Divisió d'Infanteria | 2a Divisió d'Infanteria | Craigiehall, prop d'Edimburg | Quatre brigades d'infanteria.                                                                       |
| 3a Divisió d'Infanteria | 3a Divisió d'Infanteria | Bulford, Salisbury           | Dues brigades mecanitzades, 1 brigada lleugera, 1 brigada d'infanteria i 1 brigada logística.       |
| 4a Divisió d'Infanteria | 4a Divisió d'Infanteria | Aldershot (Hampshire)        | Tres brigades d'infanteria pesant                                                                   |
| 5a Divisió d'Infanteria | 5a Divisió d'Infanteria | Shrewsbury                   | Tres brigades d'infanteria pesant, una brigada d'assalt aeri i Colchester Garrison.                 |
| 6a Divisió d'Infanteria | 6a Divisió d'Infanteria | York                         | Quarter General Divisional Desplegable.                                                             |

## Components d'aviació
L'exèrcit britànic opera juntament amb la Royal Air Force com a part d'una Força Conjunta, però l'exèrcit també té el seu propi Cos Aeri de l'Exèrcit (Army Air Corps).

## Forces especials
L'Exèrcit contribueix amb dues de les tres formacions de les forces especials del Comandament de les Forces Especials del Regne Unit: el Regiment de Servei Aeri Especial (Special Air Service - SAS) i el Regiment de Reconeixement Especial (Special Reconnaissance Regiment).
La formació més famosa és el SAS. Formada el 1941, el SAS és considerat com el model per a diverses unitats de forces especials del món. Està format per un regiment Regular i dos regiments de l'Exèrcit Territorial, i té el quarter general a Duke of York Barracks, Londres.
El regiment regular, 22 SAS està desplegat a Hereford i consisteix en 5 esquadrons: A, B, D, G i Reserva i una ala d'entrenament. El regiment té diversos papers en reconeixement profund, identificació i indicació d'objectius i destrucció d'objectius. El seu paper Contra-Terrorista és vist com una de les primeres unitats del món en matèria d'antiterroristes, de rescat d'ostatges i captura d'objectius.
Els dos regiments de reserva, el Regiment 21 SAS i el Regiment 23 SAS tenen un paper més limitat, per proveir de profunditat al UKSF a través de l'augment de provisió de components i per donar suport a la tasca del grup a nivell regimental enfocant cap al suport i influència d'operacions per assistir a l'estabilització de conflictes.
Format al voltant del 1r Batalló, el Regiment Paracaigudista, el Grup de Suport de les Forces Especials està sota el control operatiu del Director de Forces Especials per proveir suport de maniobra operativa als membres de les Forces Especials Britàniques.

## Reclutament

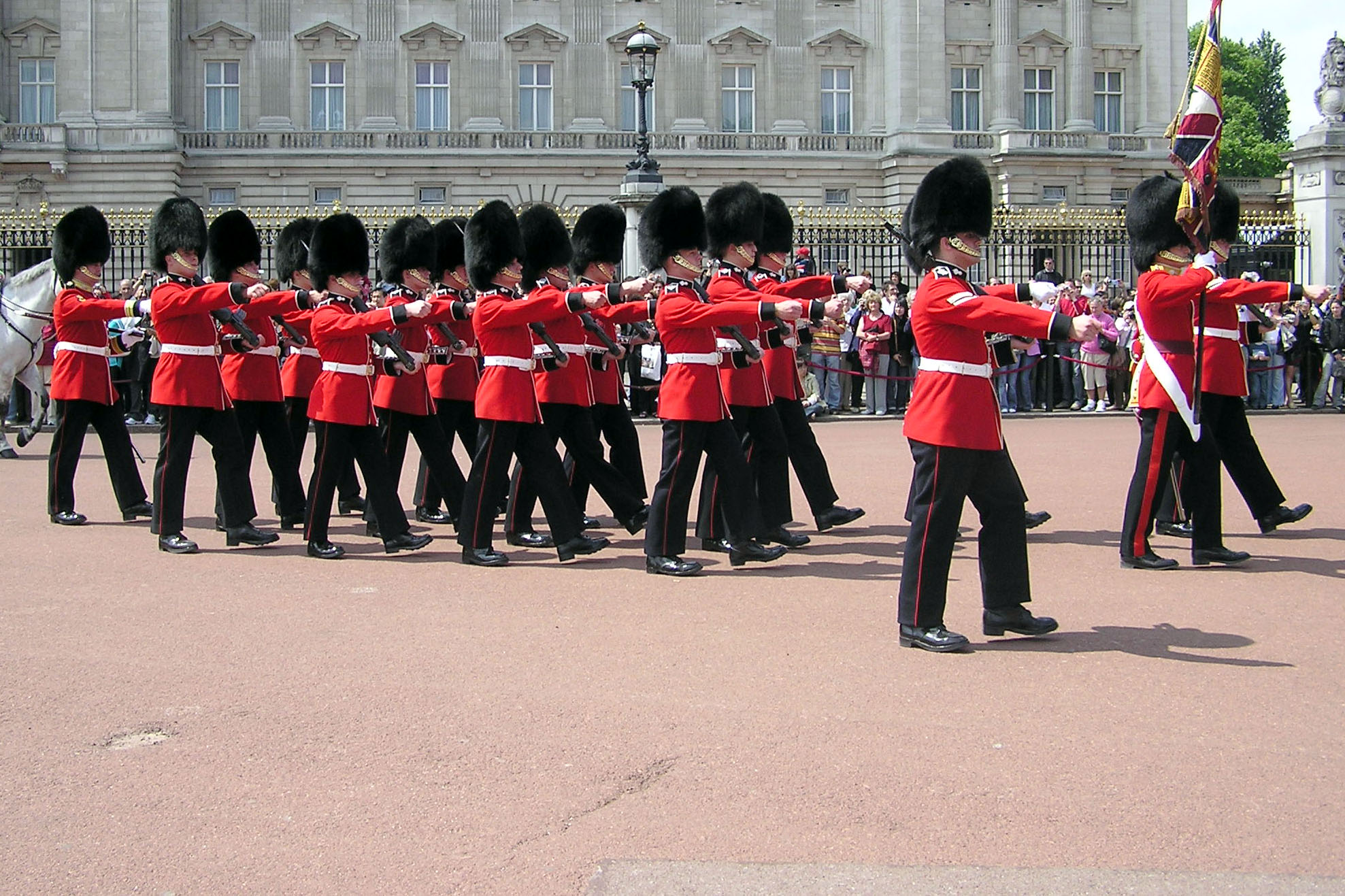
Tropes dels Grenadier Guards de guàrdia al Palau de Buckingham. Diversos regiments de l'exèrcit proveeixen de tropes per vigilar les residències reials.

L'Exèrcit recluta principalment al Regne Unit, i té un objectiu de 25.000 nous soldats per any.
La baixa taxa d'atur al Regne Unit ha fet difícil assolir aquest objectiu, i en els primers anys del segle XXI hi ha hagut un marcat augment en el nombre dels reclutes d'altres països, principalment de la Commonwealth. A part dels Gurkhas, la nació amb més ciutadans a l'exèrcit britànic és Fiji, sguida de Jamaica i Ghana.
El Ministeri de Defensa considera captar reclutes als països de la Commonwealth (si bé això no afectaria els Gurkhas). El problema és que això es veu com una desbritanització de l'exèrcit, a més que es donaria la impressió que es contracten mercenaris.
L'edat mínima pel reclutament és de 16 anys, si bé no poden servir en operacions fins als 18. L'edat màxima s'elevà al gener del 2007 dels 26 als 33 anys. L'edat habitual d'allistament és a 22 anys, i els soldats poden llicenciar-se després d'haver complert 4 anys de servei.
Hi ha una forta i continuada tradició de reclutar irlandesos (tant a l'Ulster com a Eire. Gairebé 150.000 irlandesos van servir a la I Guerra Mundial, dels quals en van morir 49.000. Més de 60.000 irlandesos (més que d'Irlanda del Nord) també van combatre a la Segona Guerra Mundial; i com els seus compatriotes de la Gran Guerra, tots eren voluntaris. El 2003 hi havia més de 400 irlandesos.

## Jurament de fidelitat
Tots els soldats han de prendre un jurament de fidelitat en unir-se a l'Exèrcit, un procés conegut com a "attestation" (garantia). Els que creuen en Déu usen la següent fórmula:
| I (state your name), swear by Almighty God that I will be faithful and bear true allegiance to Her Majesty Queen Elizabeth II, her heirs and successors and that I will as in duty bound honestly and faithfully defend Her Majesty, her heirs and successors in person, crown and dignity against all enemies and will observe and obey all orders of Her Majesty, her heirs and successors and of the generals and officers set over me. | Jo (es diu el nom), juro per Déu Totpoderós que seré fidel i tindré lleialtat veritable a Sa Majestat la Reina Elizabeth II, els seus hereus i successors i que, mentre que estigui en servei defenfaré honesta i fidelment a Sa Majestat, els seus hereus i successors en persona, corona i de la dignitat contra tots els enemics i observaré i obeiré totes les ordres de Sa Majestat, els seus hereus i successors i dels generals i oficials establerts damunt meu |

Altres poden substituir les paraules juro per Déu Totpoderós per solemnement, sincerament i veritablement declaro i afirmo

## Centres d'entrenament
- Reial Acadèmia Militar de Sandhurst (RMAS)
- Regiments d'Entrenament de l'Exèrcit:
  - ATR Bassingbourn
  - ATR Winchester
  - ATC Pirbright
- Centres d'Entrenament d'Infanteria
  - ITC Catterick
  - Escola de Guerra d'Infanteria, Brecon
  - Escola d'Armes de Suport, Warminster
- Acadèmia de Fundació de l'Exèrcit (Harrogate)
- Centres d'entrenament regional

## Banderes i estendards

La bandera oficial de l'Exèrcit (proporció 3:5).

La bandera no cerimonial de l'Exèrcit. A vegades, la paraula "Army" apareix en lletres d'or sota la insígnia

L'Exèrcit Britànic no té un estendard propi, a diferència de la Royal Navy, que usa l'Estendard Blanc i la RAF, que usa l'estendard de la Royal Air Force. En canvi, l'Exèrcit té diferents banderes i estendards, tant per tot l'exèrcit com pels diferents regiments i cossos. La bandera oficial de l'Exèrcit com a unitat és la Union Flag, a una proporció de 3:5. També existeix una bandera no cerimonial, que s'usa per a reclutament, celebracions militars i exhibicions. També oneja a l'edifici del Ministeri de Defensa a Whitehall. En guerra sempre s'usa la Union Flag, i aquesta bandera representa a l'exèrcit al cenotafi al Palau de Whitehall de Londres (el memorial britànic als morts en guerra). També existeix un estendard de l'Exèrcit Britànic també existeix pels vaixells comandats per un oficial, l'Estendard Blau juntament amb la insígnia de l'Exèrcit. Els vaixells de l'Exèrcit operen per l'element marítim del Reial Cos Logístic.
Cadascun dels Guàrdies a Peu i regiments el línia (excepte The Rifles i els Royal Gurkha Rifles (RGR)) té també les seves pròpies banderes, coneguts com a Pavellons (normalment un Pavelló Regimental i un Pavelló de la Reina). El disseny dels diferents pavellons regimentals varien, però normalment tenen la insígnia del regiment al centre. El RGR llueix el Queen's Truncheon en lloc de pavelló.
| bandera del Reial Cos Logístic | bandera dels Enginyers Reials |

## Rangs, especialistes i insígnies

### Rangs
A l'Exèrcit Britànic hi ha les següents ocupacions d'acord amb la classificació de rangs de l'OTAN, en la qual les Forces Armades Britàniques estan incloses.
| Codi OTAN                                           | OF-10             | OF-9           | OF-8           | OF-7          | OF-6      | OF-5           | OF-4           | OF-3   | OF-2   | OF-1             | OF-1          | OF-D          | -    |
| --------------------------------------------------- | ----------------- | -------------- | -------------- | ------------- | --------- | -------------- | -------------- | ------ | ------ | ---------------- | ------------- | ------------- | ---- |
| Regne Unit                                          |                   |                |                |               |           |                |                |        |        |                  |               |               |      |
| Mariscal de Camp                                    | General           | Tinent General | Major General  | Brigadier     | Coronel   | Tinent Coronel | Major          | Capità | Tinent | Tinent de segona | Oficial Cadet |               |      |
|                                                     | Mariscal de Camp¹ | General        | Tinent General | Major General | Brigadier | Coronel        | Tinent Coronel | Major  | Capità | Tinent           | Tinent de 2a  | Oficial Cadet |      |
|                                                     | FM                | Gen.           | Lt-Gen         | Maj-Gen       | Brig      | Col            | Lt-Col         | Maj    | Capt   | Lt               | 2nd Lt        |               | OCdt |
| ¹ Només amb caràcter honorífic o en temps de guerra |                   |                |                |               |           |                |                |        |        |                  |               |               |      |

| Regne Unit | Conductor                               | Conductor                               | Conductor                               | Oficial Tècnic de Primera Classe | Oficial Tècnic de Primera Classe | Oficial Tècnic de Primera Classe | Quartermaster Sergeant                               | Quartermaster Sergeant                               | Quartermaster Sergeant                               | Oficial Tècnic de Segona Classe | Oficial Tècnic de Segona Classe | Oficial Tècnic de Segona Classe | Sergent de Personal                   | Sergent de Personal                   | Sergent de Personal                   | Sergent | Sergent |                  | Caporal            | Caporal            | Soldat de Primera | Soldat de Primera |        |        |  |  |  |  |  |
| Regne Unit | Conductor (Oficial Tècnic de 1a classe) | Conductor (Oficial Tècnic de 1a classe) | Conductor (Oficial Tècnic de 1a classe) | Oficial Tècnic de 1a classe      | Oficial Tècnic de 1a classe      | Oficial Tècnic de 1a classe      | Quartermaster Sergeant (Oficial Tècnic de 2a classe) | Quartermaster Sergeant (Oficial Tècnic de 2a classe) | Quartermaster Sergeant (Oficial Tècnic de 2a classe) | Oficial Tècnic de 2a classe     | Oficial Tècnic de 2a classe     | Oficial Tècnic de 2a classe     | Sergent de Personal/ Sergent de Color | Sergent de Personal/ Sergent de Color | Sergent de Personal/ Sergent de Color | Sergent | Sergent | Sense equivalent | Caporal/ Bombarder | Caporal/ Bombarder | Soldat de 1a      | Soldat de 1a      | Soldat | Soldat |  |  |  |  |  |

## Unitats d'infanteria de la Royal Navy i la RAF
Els altres serveis armats tenen les seves pròpies unitats d'infanteria, que no formen part de l'Exèrcit britànic. Els Marines Reials són unitats d'infanteria lleugera que formen part de la Royal Navy, i la Royal Air Force té el Regiment de la RAF, emprat per a la defensa dels camps d'aviació, protecció i control aeri.

## Unitats militars dels territoris d'ultramar

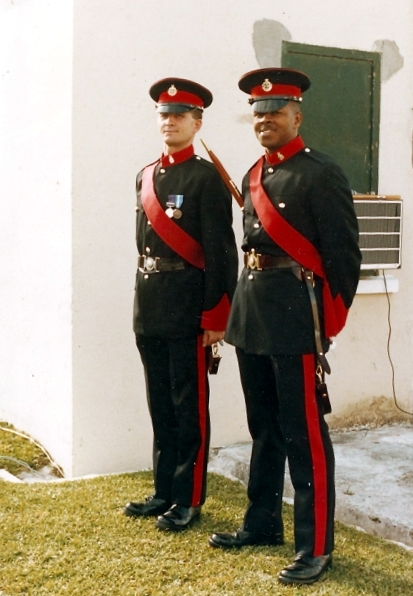
Dos oficials tècnics del Regiment Bermuda.

Històricament han sorgit nombroses unitats militars als territoris britànics, incloent-hi les colònies de la Corona, els protectorats i els territoris autogovernats. Alguns d'aquests han aparegut a les llistes de l'Exèrcit, i la seva relació amb l'Exèrcit Britànic ha estat ambigu. Als Dominis, com al Canadà o a Austràlia, van sorgir els seus exèrcis propis; les possessions de la Corona (com les illes del Canal) i les colònies (avui anomenades Territoris d'Ultramar) estan sota la responsabilitat del Regne Unit (donat el seu estatus de territoris britànics i no de protectorat). Totes les forces militars als territoris d'ultramar han quedat reduïdes a nivell de guarnició; guarnicions que depenen del Ministeri de Defensa, i no dels governs dels territoris.
- Regiment Bermuda
- Regiment Reial Gibraltar
- Força de Defensa de les Illes Malvines